# قرار مجلس الأمن التابع للأمم المتحدة رقم 1078
قرار مجلس الأمن التابع للأمم المتحدة رقم 1078، المتخذ بالإجماع في 9 تشرين الثاني / نوفمبر 1996، بعد الإعراب عن القلق إزاء الحالة في منطقة البحيرات الكبرى الأفريقية، ناقش المجلس مقترحات لعقد مؤتمر إقليمي بشأن الأمن وقوة إنسانية متعددة الجنسيات في شرق زائير.

## خلفية
لقد تسببت الصراعات العرقية في رواندا وبوروندي بالفعل في مقتل مئات الآلاف وتشريد أعداد كبيرة من اللاجئين، مع فرار الكثير منهم إلى زائير المجاورة (جمهورية الكونغو الديمقراطية). ومع أخذ ذلك في الاعتبار، كان مجلس الأمن قلقًا من أن تصبح المنطقة مزعزعة.

## القرارات
وساد قلق بشأن تدهور الوضع في منطقة البحيرات الكبرى وشرق زائير على وجه الخصوص. كما كانت الحالة الإنسانية والتشريد الكبير للاجئين من دواعي القلق. وطُلب من القادة الإقليميين إنشاء ممرات آمنة وملاذات مؤقتة من خلال نشر قوة محايدة.
وأدان مجلس الأمن أعمال العنف ودعا إلى وقف فوري لإطلاق النار. ودُعيت بلدان المنطقة أيضاً إلى تهيئة الظروف التي يمكن فيها التوصل إلى حل سلمي وتكون العودة الطوعية للاجئين ضرورية للاستقرار الإقليمي. كانت الأزمة الإنسانية في شرق زائير تهديداً للسلام والاستقرار الإقليميين.
اقترح الأمين العام بطرس بطرس غالي تشكيل قوة متعددة الجنسيات لأغراض إنسانية في شرق زائير. طُلب من دول المنطقة تهيئة بيئة آمنة ومأمونة لتسهيل إيصال المساعدات الإنسانية الدولية إلى المنطقة، والكف عن الإجراءات التي يمكن أن تصعد الوضع. طُلب منهم التعاون معه ومع منظمة الوحدة الأفريقية والتشاور مع بعضهم البعض بشأن اقتراحه بشأن تفويض قوة متعددة الجنسيات. ثم طُلب من الأمين العام:
(أ) وضع مفهوم تشغيلي لفريق العمل الإنساني لتحقيق الأهداف التالية:
- تقديم المساعدة الإنسانية قصيرة الأجل والمأوى للاجئين؛
- المساهمة في حماية اللاجئين والعودة الطوعية للاجئين؛
- فتح ممرات إنسانية؛
(ب) السعي إلى التعاون من حكومة رواندا لاتخاذ مزيد من التدابير بما في ذلك نشر مراقبين لبناء الثقة؛
(ج) تقديم تقرير إلى المجلس مع توصيات في موعد أقصاه 20 تشرين الثاني / نوفمبر 1996.
بالإضافة إلى ذلك، كان مطلوبًا بشكل عاجل من الأمين العام، بالتنسيق مع منظمة الوحدة الأفريقية والبلدان المعنية، تحديد طرق عقد مؤتمر دولي حول السلام والأمن والتنمية في منطقة البحيرات الكبرى. وطُلب منهم أيضًا البحث عن طرق لتقليل التوتر.

## روابط خارجية
- نص القرار في undocs.org